# Oana Ban
Oana Mihaela Ban (Cluj-Napoca, 11 de janeiro de 1986) é uma ex-ginasta romena que competiu em provas de ginástica artística. Ban fez parte da equipe romena que conquistou a medalha de ouro por equipes nos Jogos Olímpicos de 2004 em Atenas.
Oana se aposentou da ginástica após os Jogos Olímpicos em 2004.

## Carreira
Filha de Vasile Ban, Oana iniciou na ginástica sob os cuidados de Oana Anton Ciupei e Rodica Cimpean no clube CSS Viitrolul em sua cidade natal, Cluj-Napoca. Em 1997, a atleta foi convidada à integrar a seleção nacional junior.